# ياقوق
ياقوق (بالإنجليزية Yaquq) كانت قرية فلسطينية قضاء طبريا، تقع على ارتفاع 25 م عن سطح البحر، وهي من أصغر قرى قضاء طبريا من حيث المساحة وعدد السكّان. تقع إلى شمال طبريا، تحدّها قرى الشونة، المغار، غوير أبو شوشة وتلحوم، وتبعد عن مدينة صفد 11 كم إلى الجنوب
تبلغ مساحة القرية 14 دونما فقط أمّا مساحة أراضيها الزراعية فتبلغ 8,507 دونم، وتتميز المنطقة الممتدة إلى الشمال الشرقي منها بكثرة الجروف الوعرة، وتنتشر في المنطقة المحيطة بها الأعشاب الشوكية. وياقوق من القرى الأثرية لاحتوائها على بعض المدافن المنحوتة في الصخر، وعلى قطع أعمدة وصهاريج. وقد دمرت تلك القرية تماما في عام 1948 وشرد أهلها وأقام اليهود إلى الجنوب الغربي منها مستعمرة أطلق عليها اسم «هوكوك».

## السكان
بلغ عدد سكان ياقوق عام 1931 قرابة 153 نسمة، وفي عام 1945 بلغ عددهم 210 نسمات، أما في سنة 1948 فبلغ عدد السكان 240 نسمة، ويُعتقَد بأن السكان كانوا ينفرون من الإقامة في المنطقة بسبب تضاريسها الصعبة فهي تقع وسط منطقة أعشاب وأحراج برية.

## احتلال القرية
تم احتلال القرية في 1 أكتوبر 1948 على يد القوات الصهيونية، وقد تم تدمير القريبة بالكامل وشرّد أهلها.

## ياقوق اليوم
قام اليهود ببناء مستعمرة (كيبوتس) في الجنوب الغربي للقرية أطلقوا عليها أسم «حوقوق».

## الوصلات خارجية
- شاقوق ترحب بكم